# Bhatgaon
Bhatgaon là một thị xã và là một nagar panchayat của quận Raipur thuộc bang Chhattisgarh, Ấn Độ.

## Địa lý
Bhatgaon có vị trí 21°09′B 81°42′Đ / 21,15°B 81,7°Đ Nó có độ cao trung bình là 287 mét (941 foot).

## Nhân khẩu
Theo điều tra dân số năm 2001 của Ấn Độ, Bhatgaon có dân số 8221 người. Phái nam chiếm 50% tổng số dân và phái nữ chiếm 50%. Bhatgaon có tỷ lệ 59% biết đọc biết viết, thấp hơn tỷ lệ trung bình toàn quốc là 59,5%: tỷ lệ cho phái nam là 73%, và tỷ lệ cho phái nữ là 46%. Tại Bhatgaon, 15% dân số nhỏ hơn 6 tuổi.